# Whatever You Need (Meek Mill)
Whatever You Need è un singolo di Meek Mill, primo estratto dall'album Wins & Losses, in collaborazione con i cantanti R&B Chris Brown e Ty Dolla $ign.

## Tracce
1. Whatever You Need – 3:29

## Classifiche
| Classifica (2017) | Posizione raggiunta |
| ----------------- | ------------------- |
| Nuova Zelanda     | 50                  |
| Stati Uniti       | 51                  |